# Jolly Jumper op vrijersvoeten
Jolly Jumper op vrijersvoeten (Frans: La Belle Province) is het 1ste stripalbum uit de reeks De avonturen van Lucky Luke naar Morris en het 71ste album van Lucky Luke. Het werd in 2004 uitgegeven door Lucky Comics & Lucky Productions.
In dit eerste album "naar Morris', aan de hand van striptekenaar Achdé en scenarist Laurent Gerra, wordt Lucky Luke nieuw leven ingeblazen en beleeft hij nieuwe avonturen. De strip verscheen in 2004 en bevat de ondertussen klassiek geworden elementen van de stripreeks, met diverse bekende figuren in karikaturen en streekgebonden elementen extra dik in de verf gezet.
Er wordt niet alleen naar Morris geknipoogd, maar ook naar scenarist René Goscinny's andere bekende stripreeks, Asterix.

## Inhoud
Lucky Luke gaat achter de desperado Brad Carpett aan, die zich als rodeo-clown schuilhoudt in het plaatse Eau Claire in de staat Wisconsin. Luke neemt deel aan de rodeo als vertegenwoordiger van de staat Texas, maar wordt door Carpett voor schut gezet; in de hand gewerkt door een dolverliefde Jolly Jumper, die zijn paardenhart verliest aan het paard van de Canadese deelnemer, de merrie Provincia.
Carpett weet te ontsnappen, en Lucky Luke zit met een paard dat gebukt gaat onder liefdesverdriet in zijn maag, met alle nadelige gevolgen van dien. Om zijn maat op te beuren, besluit Luke naar Canada, meer bepaald het Franse gedeelte Québec te trekken, teneinde Provincia op te zoeken. Luke beseft al echter dat er hem een stevige uitdaging te wachten staat in het stadje Contrecoeur, wanneer hij merkt hoe de middenstand droog komt te staan omdat geen enkel transport aan lijkt te komen. De boosdoener van dienst lijken Mac Adams, een knettergekke steenrijke verzamelaar, te zijn en zijn butler Nestor. Deze koopt alle middenstanders uit onder het mom van een groot winkelcentrum neer te poten. Maar ook de eigenaars van Provincia, de familie Marie en Mario Bombardier, worden geviseerd door Mac Adams.
Lucky Luke besluit daarom zich met de zaak te bemoeien en ontdekt al snel dat er twee partijen spelen: Mac Adams met zijn plan voor een groots winkelcentrum met een museum voor zijn verzameling, en Nestor met zijn bende die, zoals Lucky Luke te laat ontdekt, het gebied wil toe-eigenen om de vergoeding op te strijken van de Canadese Spoorwegen, die immers in de streek een nieuwe lijn aan wil leggen. Enkel Bombardier ligt nog echt dwars en Nestor hoopt hen via Provincia tot verkopen te dwingen, tegelijkertijd zich als indianen voordoend en de ranch in brand te schieten.
Gelukkig voor Lucky Luke is Jolly Jumper weer bij zijn zinnen en redt hij zijn cowboy op tijd om de bende tegen te gaan (met behulp van de inwoners van Contrecoeur) terwijl Jolly Jumper, met behulp van een bevroren Rataplan, Mac Adams uit weet te schakelen.
Na enkele weken rust om de Bombardiers te helpen met hun woonst weer op te bouwen en Jolly Jumper met Provincia tijd te geven, vertrekt Lucky Luke weer naar de States.

## Trivia en bekende elementen
- De strip is deels een eerbetoon aan geestelijke vader wijlen Morris (alias Maurice De Bevere) en scenarist René Goscinny; voor de eerste, diverse bekende figuren (Lucky Luke, de Daltons, Ma Dalton, Jolly jumper, Rataplan ...).
- Wanneer het Franse Canada wordt voorgesteld als zijnde een deel van "heel Canada spreekt Engels? Nee..." is een knipoog naar Goscinny's andere bekende strip, die hij met Uderzo creëerde, namelijk Asterix, en, net als het Gallische dorp, de provincie Québec onder de loep wordt genomen.
- Er passeren heel wat clichés over de Franstalige Canadezen; het rare eten (Poutine), het taalgebruik, hun chauvinisme, en hun voorliefde voor alles 'stom' te vinden (in het Frans: sacré).
- Er worden, naar de gewoonte in de strips (en wederom een knipoog naar Asterix), enkele karikaturen van bekende personen: zo doen Céline Dion en haar echtgenoot optredens in de lokale bar (en doet ze het regenen respectievelijk sneeuwen) en wordt de zangeres zingend op de boeg van de Titanic afgebeeld aan het einde van de strip; ook Levi-Strauss, de 'uitvinder' van de gebleekte jeans, komt ten tonele.
- De rodeo-omroeper is een karikatuur van de Franse tv-omroeper Guy Lux. Wederom een knipoog naar Asterix, want in De Romeinse lusthof werd Guy in een gelijkaardige rol ten tonele gebracht.
- De paarden in de rodeo vertegenwoordigen elk een staat op stereotiepe wijze, waarbij Jolly Jumper Texas vertegenwoordigt, Provincia voor Canada (en meer bepaald het Franse gedeelte), terwijl we ook paarden zien die Ontario (met Mounty-hoofddeksel), Mississippi (spelend op de mondharmonica), Alaska (in wintermuts) en Dakota (in indianenkleuren en tooi) voorstellen.
- De Canadian Mounted Police, oftewel de Mounties, worden als cliché Engelsen voorgesteld, inclusief thee, de slechte Britse keuken en hun gebrek aan emotioneel flegma.
- Mac Adams ('macadam' of kassei, weer een knipoog naar Asterix[bron?]) bezit een collectie van memorabilia van diverse schurken die Lucky Luke in zijn avonturen bestreden heeft, zoals onder meer de veder van Jesse James en - uiterst zeldzaam - een niet afgekloven bout van Averell Dalton.
- Louis-Adelard Sénécal heeft echt bestaan en was de voornaamste bezieler van de Canadese spoorlijnen in de 19e eeuw.
- Rataplan staat zonder het te beseffen model voor de hotdog.